# Futureshit
Futureshit ist eine EP (Extended Play) des deutschen Rappers Lance Butters. Sie erschien am 12. Juli 2013 über das Label Four Music (Sony Music) und erreichte Platz 32 der deutschen Albumcharts.

## Titelliste
1. Futureshit – 3:15
2. Verschätzt – 2:30
3. Kitty Pitty – 3:18
4. Locals – 2:41
5. Marshmellow – 2:07
6. Alles Goody – 3:00

## Inhalt
Futureshit, der Titeltrack der CD, ist wie ein typisches Battlerap-Lied aufgebaut. Er beschreibt in diesem Song die Grundpfeiler seiner Rapmusik: „Geld, Drogen, Groupies, Sex, Autos.“
Verschätzt ist ein Battletrack, in dem Butters über andere MCs und sich selbst rappt. Hier betont er explizit, dass er nicht nur als Kunstfigur, sondern auch als Person so ist, wie er es in seinen Versen beschreibt.
Kitty Pitty ist in erster Linie ein Track über Frauen und Geld, da im  Video dazu (ab 18 Jahren) nackte Frauen und Geld die visuelle Hauptrolle spielen. Jedoch geht es im Text hauptsächlich um die Stellung von Rappern, Fans, Frauen und Lance Butters selbst im Hip-Hop-Geschäft. Der Refrain beschreibt die Hochnäsigkeit der Szene. Der Terminus „Kitty Pitty“ bedeutet so viel wie „armes, kleines Kätzchen“ und zielt auf ebendiese hochnäsigen Leute ab.
Locals ist ein Disstrack gegen alle Rapper, welche nur in ihrer Heimatstadt bekannt sind. Es geht darum, dass Rapper, die auf dicke Hose machen, am Ende doch nur kleine Nummern sind, die es mit ihrer Musik aus ihrem „Dorf“ nicht herausschaffen.
Marshmellow beschreibt etwas tiefer Butters’ Vorliebe für Geld und Drogen und dass er „oben“ angekommen ist („Ich hab kein Team, ich hab Angestellte“).
Alles Goody ist einer der wenigen Tracks, in denen Lance Butters Real-Talk rappt. Der Song verarbeitet die Erfahrungen und Einblicke in die Szene, nach der erfolgreichen Veröffentlichung der Selfish EP. Jedoch wird er auch in diesem Track nicht müde, seine „Mir-egal“- und „Selfish“-Haltung zu propagieren: „Doch bin weg, wenn’s was gibt, in dem ich mehr verdien’.“

## Produktion
Das komplette Album wurde von Lance Butters’ Hausproduzenten Bennett On produziert, der ebenfalls bei Four Music unter Vertrag steht.

## Covergestaltung
Das Albumcover zeigt eine dunkelblau gefärbte Backsteinwand, an der Neonröhren zu einer Lance-Butters-/Iron-Man-Maske montiert sind.

## Rezeption
Die Kritiken zur EP waren gemischt. Manche warfen Butters und On vor, dass die EP schlecht abgemischt sei oder dass sich die EP zu sehr an der Vorgänger-EP selfish orientiere und wohl eher eine Fortsetzung davon sei, als eine neue, eigenständige EP. Einigkeit herrschte jedoch dabei, dass Lance Butters und Bennett On wie maßgeschneidert zueinanderpassen.
Mit der Single Futureshit konnte Butters außerdem für eine Woche auf Platz 72 der österreichischen Charts einsteigen.